# サイドスロー

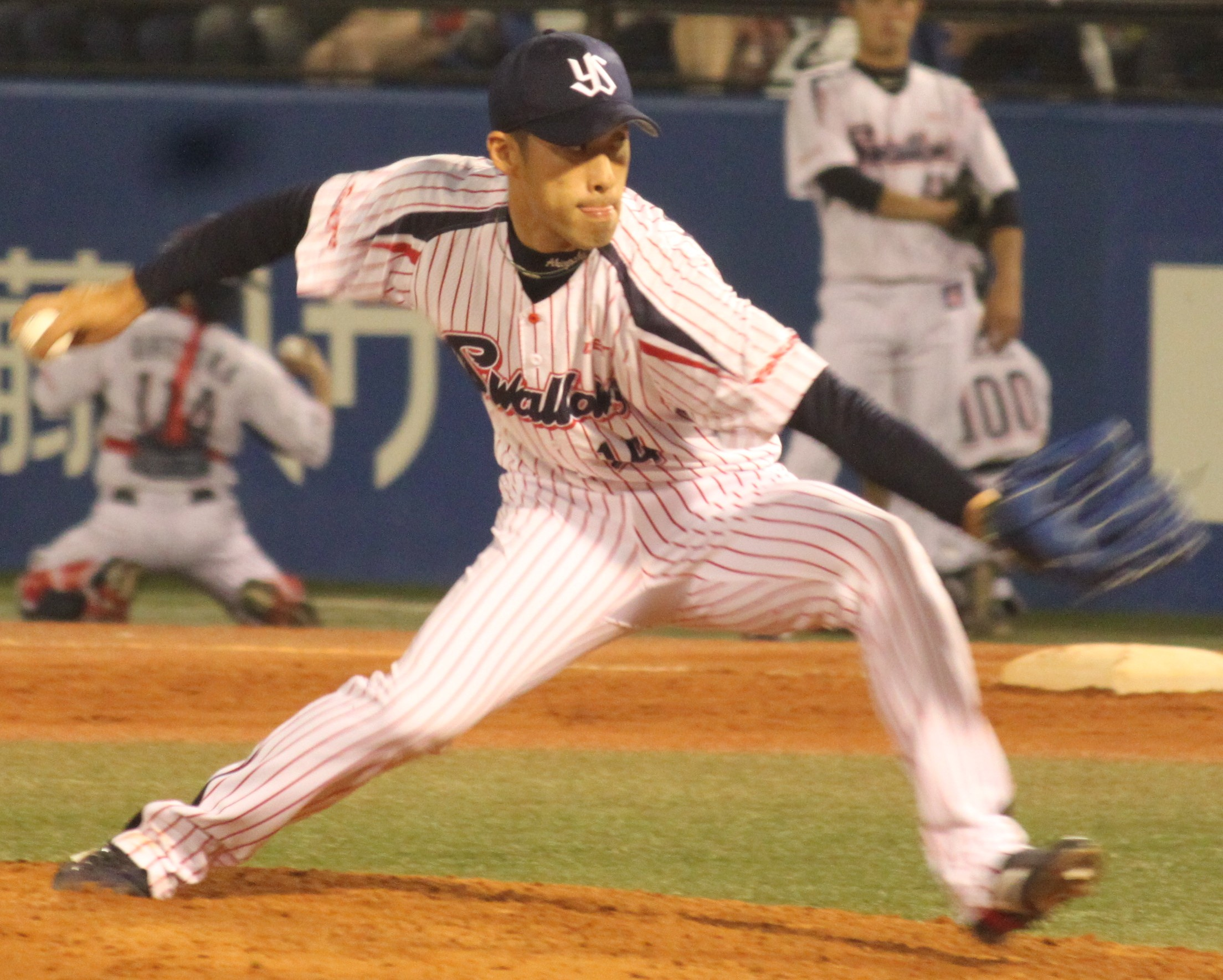
サイドスローで投球している秋吉亮。

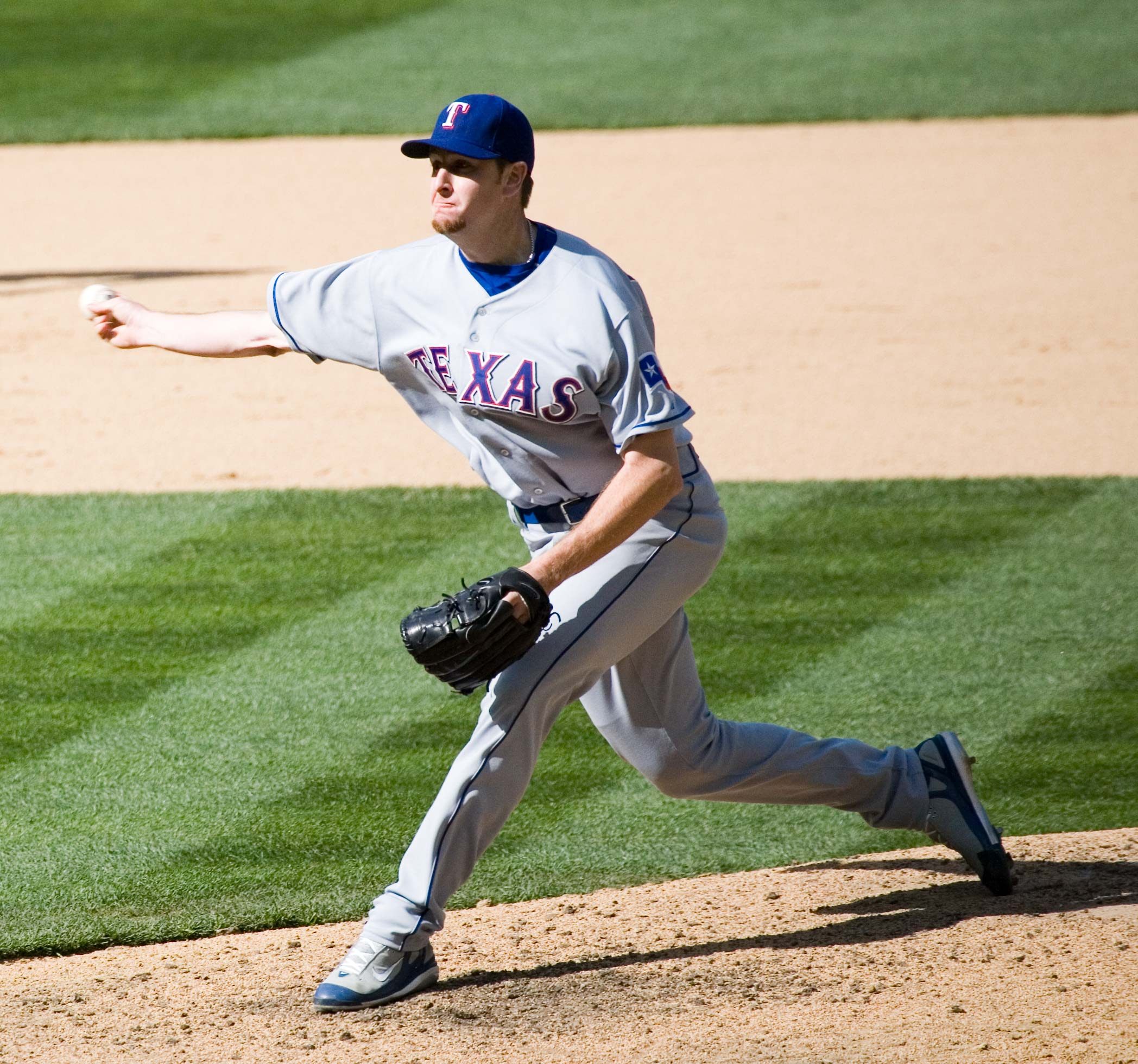
サイドスローで投球しているスコット・フェルドマン。

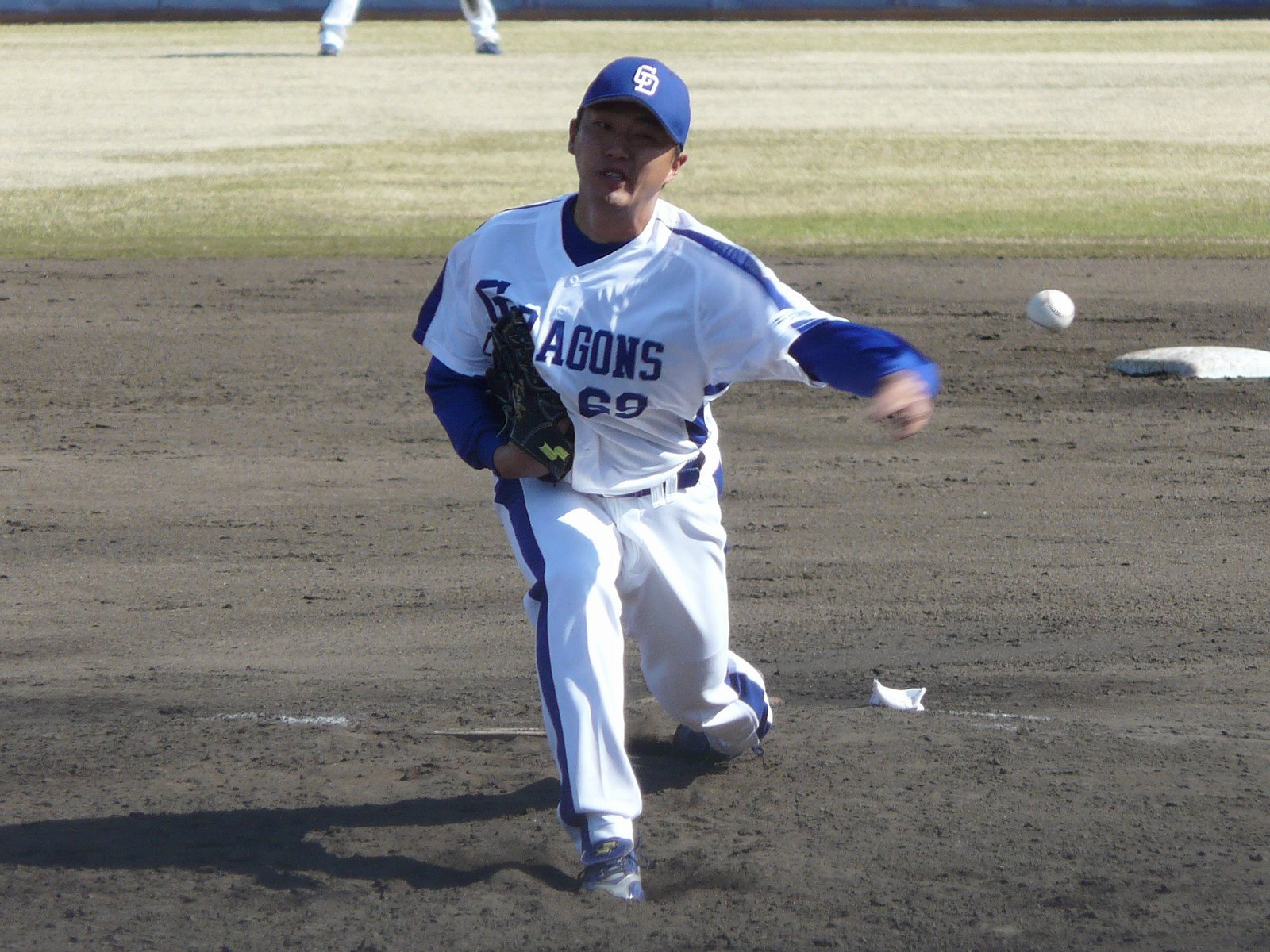
サイドスローで投球している小林正人。

サイドスロー（英語: sidearm）は、野球などの球技における投法の一つである。投手がボールをリリースする際に、ボールを持つ腕がグラウンドの水平面と平行になる投法を指す。サイドハンド、サイドアーム、横手投げ（よこてなげ）等とも呼ばれる。サイドスローやサイドハンドといった呼称は和製英語で、英語の side-hand は「掌を掌面に対して水平に動かす」という動詞。また、サイドスローで投げる投手は sidearmer または sidewinder と呼ばれ、後者の方が口語的である。
ただし、サイドスローと呼ばれる投手の中でも、安仁屋宗八、鹿取義隆、高津臣吾、潮崎哲也のような純然たるサイドスローは比較的少なく、角盈男、斎藤雅樹、館山昌平、大勢のようにスリークォーター気味であったり、杉浦忠、工藤幹夫、川尻哲郎のようにアンダースロー気味であることの方が多い。

## 概要
腕が横から出てくるため左右の角度を付けやすく、利き腕の方向へ横変化するシンカー・スクリューボール・シュート、これらと逆方向へ横変化するカーブやスライダーといった、主に横変化系の変化球を投げる投手が多い。
前者の例として、1992年の日本シリーズにおいて西武のリリーフエースでシンカーを決め球としていた潮崎哲也に抑えられたヤクルトの野村克也監督は中継ぎだった高津臣吾にシンカーの習得を命じ、後に高津は緩急2種類のシンカーを投げるクローザーとなった。
後者の場合、右投げのサイドスローから投げられるカーブやスライダーは右打者から見て外角へ逃げていく球筋に更に同じ方向への横変化が加わるため、「背中からボールが来る」等とも表現され決め球として有効に使える。角盈男や永射保がカーブを決め球として投げていた。
フォークボールを習得するサイドスロー投手は少ないが、これは投球動作の違いから同じ落ちる変化球でもシンカーの方が習得が容易なためとされている。一方で、横から投げることによりオーバースローのフォークとは違った微妙な横変化が加わることを利用して、左右に落ちる2種類のフォークを投げ分ける木田優夫のような投手も存在する。
サイドスローのサウスポー投手は貴重な戦力とされ、プロ野球では対左打者用のワンポイントリリーフとして左のサイドスロー投手をベンチ入りさせることが多い。角は抑えで頭角を現し、永射や清川栄治などは「左殺し」のワンポイントリリーフとして活躍した。近年では星野智樹や小林正人などが挙げられる。広尾晃によると、2020年の時点でNPBに所属する全投手に占めるサウスポー投手は3割程度で、サイドスローはサウスポー全体の1割程度(つまり、全投手中3%程度)しか存在しない程稀少な存在とされており、左打者のサウスポー対策の練習要員としても重要な存在であることから、乱橋幸仁や佐藤賢のように現役引退後も打撃投手として長くチームに貢献した投手も存在している。
日本プロ野球において、かつては杉浦忠、小林繁、斎藤雅樹のようなサイドスローでエース級の先発投手は珍しい存在ではなかったが、右サイドスローに対してボールの握りや軌道が見えやすい左打者が増加したこともあり減少傾向にある。今日のメジャーリーグでもサイド気味のスリークォーターの投手は多いが、純然たるサイドスローは先発投手ではほとんど見られないといってよい。
メジャーではカール・ハッペル、デビッド・コーン、ジェレッド・ウィーバー等、日本では長谷川良平、山下律夫、三上朋也らのようにサイドスローと他の投法を投げ分ける投手もいる。
サイドスローは上体を倒したり腕の角度を変えることで、肩より上で投球するスリークォーターや肩より下で投球するアンダースローへとフォームを変化させることが可能であるが、これらの投法はオーバースローの腕の高さをより緩い角度に修正したスリークォーターや、上体を大きく屈曲させて地面スレスレから投球するアンダースローと区別するために、肩と同じ高さで投球する純粋なサイドスローと混同して区分されていることも多い。また、サイドスローは肩を軸に縦方向に回転する軌道を取るオーバースローと異なり、肩や腕の力よりも腰の回転の大きさが重視されるフォームであり、背骨を軸に横方向に回転することから、腕が長い体格の方が遠心力がより大きくボールに掛けられる分、腕が短い体格より有利であるとされる。サイドスローからアンダースローへと転向して成功を収めたケント・テカルヴは、サイドスローのこれらの特徴を踏まえたうえで、純粋なサイドスローとするか腕の角度を下げてアンダースローとするかは、投手個々人の体格や適性を多角的に検討した上で決定されることが望ましいとしている。

## 主なサイドスロー投手

### 現役選手

#### アメリカ
- グラント・アンダーソン
- ルイス・コールマン
- スコット・エフロス
- マイケル・ギブンズ
- トレバー・ヒルデンバーガー
- アレク・ジェイコブ
- ケビン・ケリー
- アーロン・ノースクラフト
- ニック・サンドリン
- ジョン・シュライバー
- ライアン・トンプソン
- エリック・ヤードリー

左投げ
- アレックス・クラウディオ
- ザック・デューク
- ドニー・ハート
- アダム・コラレック
- アーロン・ループ

#### 日本
- 伊藤茉央
- 大勢
- 岡留英貴
- 小澤怜史
- 平良拳太郎
- 津森宥紀
- 平井克典
- 船迫大雅
- 益田武尚
- 益田直也
- 又吉克樹
- 松岡洸希
- 松本凌人
- 村西良太
- 横山陸人
- 青柳晃洋（サイドスローよりも下、アンダースローよりも上）[7]

左投げ
- 岩田将貴
- 大江竜聖
- 高梨雄平
- 長谷川威展
- 福敬登
- 塹江敦哉
- 宮西尚生

#### 台湾
- 鄭凱文

### 引退選手

#### アメリカ
- ウォルター・ジョンソン
- ドン・ドライスデール
- デニス・エカーズリー
- バート・ブライレブン
- ディジー・ディーン
- マーク・アイクホーン
- ピーター・モイラン
- ホセ・コントレラス
- スティーブ・シシェック

左投げ
- ランディ・チョート
- ブライアン・フエンテス
- ランディ・ジョンソン
- ハビアー・ロペス
- マイク・ベナフロ

両投げ
- パット・ベンディット

#### 日本
- 大友工
- 堀本律雄
- 高橋善正
- 森安敏明
- 柳田豊
- 長谷川良平
- 杉浦忠
- 小林繁
- 石井茂雄
- 安仁屋宗八
- 鹿取義隆
- 工藤幹夫
- 斎藤雅樹
- 友利結
- 伊藤敦規
- 葛西稔
- 川尻哲郎
- 潮崎哲也
- 木塚敦志
- 高津臣吾
- マイケル中村
- 館山昌平

左投げ
- 安田猛
- 梶間健一
- 村田辰美
- 角盈男
- 清川栄治
- 遠山奬志
- 田村勤
- 永射保
- 森福允彦

#### 韓国
右投げ
- 林昌勇

左投げ
- 李恵践